# Черкасская волость (Изюмский уезд)
Черкасская во́лость — историческая административно-территориальная единица Изюмского уезда Харьковской губернии с волостным правлением в деревне Черкасское.
По состоянию на 1885 год состояла из 5 поселений, 3 сельских общин. Население — 4989 человек (2425 человек мужского пола и 2564 — женского), 792 дворовых хозяйства.
|                       | Площадь | В т.ч. пахотной |
| --------------------- | ------- | --------------- |
| Сельских общин        | 8452    | 7896            |
| Частной собственности | 7       | -               |
| Другой собственности  | 155     | 150             |
| В целом               | 8614    | 8046            |

Основные поселения волости:
- Черкасское - бывшая государственная деревня при реке Торце в 40 верстах от уездного города Изюма. В деревне волостное правление, 150 дворов, 851 житель, лавка.
- Былбасовка - бывшая государственная слобода при реке Торце. В слободе 369 дворов, 2301 житель, православная церковь.
- Христище - бывшее государственное село при реке Голой Долине. В селе 266 дворов, 1751 житель, православная церковь.

Храмы волости:
- Преображенская церковь в слободе Былбасовке.
- Рождество-Богородичная церковь в селе Христище.